# Station Wiekowo
Station Wiekowo is een spoorwegstation in de Poolse plaats Wiekowo.